# 冈比亚河

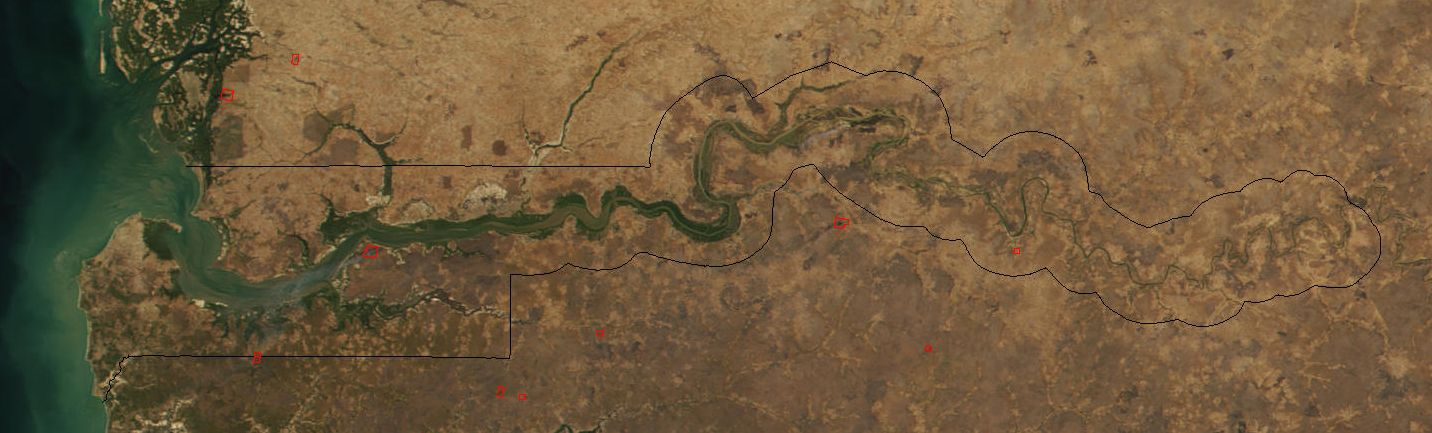
从太空中看到冈比亚河西部的部分。线条表示冈比亚国边界。

冈比亚河（英語：Gambia River）是西非主要的河流之一，自西向东流经几内亚、塞内加尔和冈比亚。它发源于几内亚富塔賈隆高原，全长1,120公里，在班珠尔注入大西洋，可通航里程约河长一半。该河流為非洲大陆上面积最小国家冈比亚的母亲河，其国土范围在冈比亚河下半程两岸。
发源于富塔賈隆高原中部，冈比亚河流经塞内加尔的坦巴昆達區，包括尼奥科罗-科巴国家公园，与几条主要支流汇合后在Fatoto进入冈比亚国境:6-7。至此河流流向从西北转为向西，因改道在冈比亚境内留下众多河迹湖。河口100km处开始河面逐渐变宽，至河口附近宽度超过10km。